# Caripetella
Caripetella là một chi nhện trong họ Pisauridae.